# Teminius insularis
Espèce
Synonymes
- Drassus insularis Lucas, 1857
- Syrisca vittata Simon, 1886
- Teminius brasilianus Keyserling, 1891
- Paratyle silvestris Simon, 1896
- Syrisca keyserlingi Simon, 1897
- Syrisca moesta Simon, 1897
- Syrisca macrura Mello-Leitão, 1922
- Eutychuroides fuscus Petrunkevitch, 1926
- Syrisca clarissa Franganillo, 1926
- Syrisca agelenoides Franganillo, 1926
- Paratyle montana Franganillo, 1930
- Paratheuma isolata Bryant, 1940
- Syrisca rangelensis Franganillo, 1946
- Syspira jamesi Mello-Leitão, 1948
- Strotarchus braendegaardi Caporiacco, 1955

Teminius insularis est une espèce d'araignées aranéomorphes de la famille des Miturgidae.

## Distribution
Cette espèce se rencontre de la Floride aux États-Unis jusqu'au Nord de l'Argentine.

## Description
Le mâle décrit par Bryant en 1948  mesure 10,0 mm et la femelle 20 mm.

## Publication originale
- Lucas, 1857 : Arachnides. Historia física, política y natural de la Isla de Cuba. Paris, Secunda parte, tomo VII, p. 69-84.